# Neglasari (Jasinga)
Neglasari is een bestuurslaag in het regentschap Bogor van de provincie West-Java, Indonesië. Neglasari telt 2968 inwoners (volkstelling 2010).